# 唢呐草
唢呐草（学名：Mitella nuda），为虎耳草科唢呐草属下的一个植物种。